# 振元翼龍屬
振元翼龍屬（屬名：Zhenyuanopterus）是翼龍目北方翼龍科的一屬，化石發現於中國遼寧省的義縣組，地質年代約白堊紀早期的阿普第階早期。

## 古生態學
振元翼龍的化石都發現於中國遼寧省的義縣組，該地層過去是個多湖泊的地區，這些翼龍類生存於接鄰淡水的環境。振元翼龍可能飛行於水面上，用針狀牙齒捕抓接近水面的魚類。某些現代鳥類也有類似的獵食模式。
有研究人員提出，振元翼龍可能是其近親北方翼龍的成年個體標本；北方翼龍目前只有發現幼年個體標本。